# Józef Balcar
Józef Balcar (ur. 19 stycznia 1922 w  Nierodzimiu, zm. 10 czerwca 2015 w Ustroniu) – polski nauczyciel i działacz społeczny.
Urodził się jako najmłodszy syn Jana i Jadwigi z domu Sikora. Miał pięć sióstr i czterech braci. 
W 1939 roku zdał egzaminy do Seminarium Nauczycielskiego w Cieszynie. W 1940 roku wyjechał na przymusowe roboty do Niemiec. Dzięki znajomości języka niemieckiego został tłumaczem poleceń przełożonych.
Pierwotnie pracował w szkole w Jaworzynce-Zapasiekach. Od 1946 roku pracował jako nauczyciel w Lipowcu. Wówczas założył przy szkole zespół regionalny Przez lata współorganizował wraz z zespołem regionalnym tradycyjne ustrońskie dożynki. Od 1951 do 1981 roku pełnił funkcję dyrektora Szkoły Podstawowej nr 5. Jednocześnie został inicjatorem powołania Społecznego Komitetu Budowy Szkoły w Lipowcu W późniejszym okresie był także Miejskim Dyrektorem Szkół w Ustroniu. W latach 1973–1988 był radnym Miejskiej Rady Narodowej w Ustroniu i przewodniczył Komisji Kultury, Oświaty i Spraw Socjalnych. Wcześniej był dodatkowo radnym Gromadzkiej Rady Narodowej w Nierodzim.
Był także długoletnim przewodniczącym miejscowego Ogniska Związku Nauczycielstwa Polskiego. Przez wiele lat był druhem w lipowskiej Ochotniczej Straży Pożarnej. Jako działacz tworzył drużyny młodzieżowe. Został także członkiem Komitetu Budowy Strażnicy. Dodatkowo był wiceprzewodniczącym Oddziału Miejskiego Związku Ochotniczych Straży Pożarnych w Ustroniu. Wtedy został organizatorem Ogólnopolskiego Turnieju Wiedzy Pożarniczej.
Na emeryturze został członkiem Rady Nadzorczej Gminnej Spółdzielni w Skoczowie oraz Rady Nadzorczej Banku Spółdzielczego w Ustroniu. Za długoletnią pracę zawodową i społeczną otrzymał odznaczenia państwowe. Spoczął w grobie rodzinnym na cmentarzu w Nierodzimiu.

## Życie prywatne
W 1945 roku jego zoną została Janina Resler. Z tego związku przyszły na świat trzy córki.

## Odznaczenia
- Krzyż Kawalerski Orderu Odrodzenia Polski[2]
- Złota Odznaka za Zasługi dla Woj. Katowickiego[2]
- Złota Odznaka za Zasługi dla Woj. Bielskiego[2]
- Złoty Medal „Za Zasługi dla Pożarnictwa”[2]
- Złota Odznaka ZNP[2]